# Jurij Gagarin
Jurij Aleksejevič Gagarin (rus. Юрий Алексеевич Гагарин, Klušino kraj Gžatska, 9. ožujka 1934. – Novosjolovo kraj Moskve, 27. ožujka 1968.), sovjetski astronaut i vojni pilot, ujedno prvi čovjek koji je otputovao u svemir 12. travnja 1961. godine u svemirskoj letjelici Vostok 1. Let je trajao 1 sat i 48 minuta.
Poginuo je pri rutinskom letu (kao probni pilot) u dvosjedu s još jednim pilotom. Nakon njegove smrti, Gžatsk, mjesto u okolici njegovog rodnog sela Klušino, preimenovan je u Gagarin.

## Filatelija i numizmatika
- Sovjetska poštanska marka iz 1964.u čast Gagarinova putovanja.
- Poštanski blok SSSR-a, 1976.
- Poštanska marka, Bjelorusija, 2011.
- Ruski novčić od deset rubalja iz 2001.godine s Gagarinovom slikom.
- "50 godina prvog ljudskog svemirskog leta", Rusija, 2011
- Prigodni zlatni novčić od 1000 rubalja, izdan za 50. godišnjicu prvog ljudskog leta u svemir.

## Vanjske poveznice
- 50th Anniversary of Yuri Gagarin's flight into space (eng.)
- Gagarin’s spacecraft was guided by Ukrainian instruments (eng.)

|  | Zajednički poslužitelj ima još gradiva o temi Jurij Gagarin |